# くらわんか碗

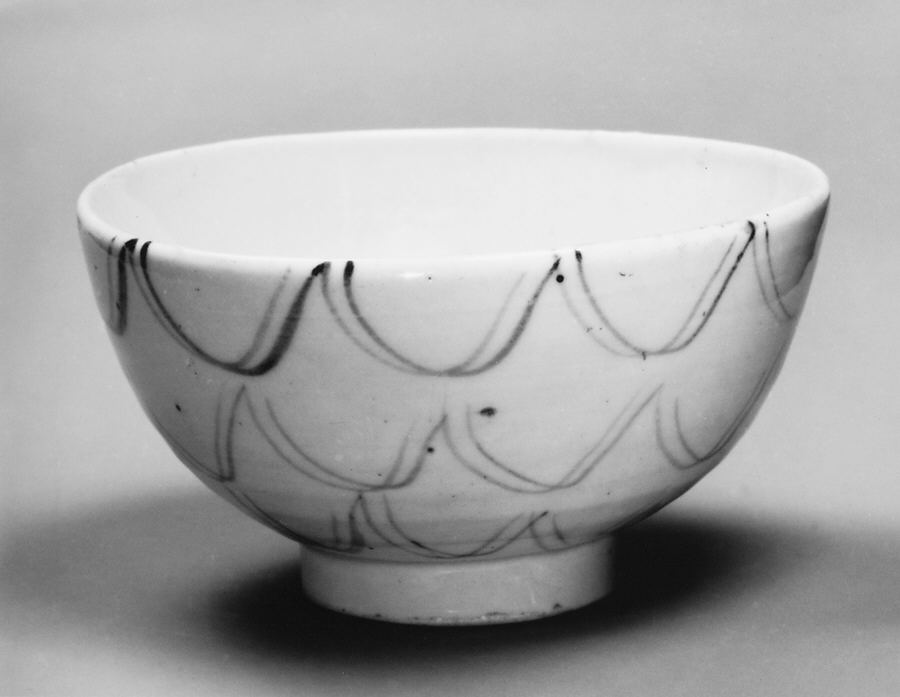
肥前焼のくらわんか椀。18世紀

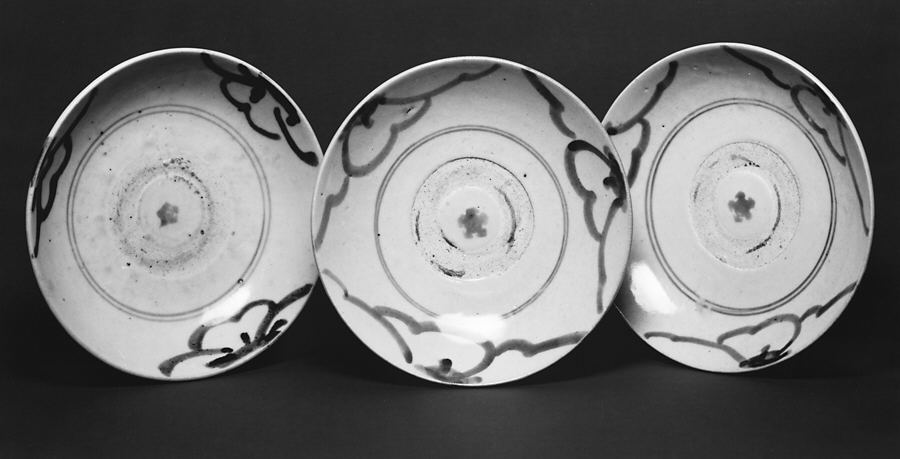
同上。皿

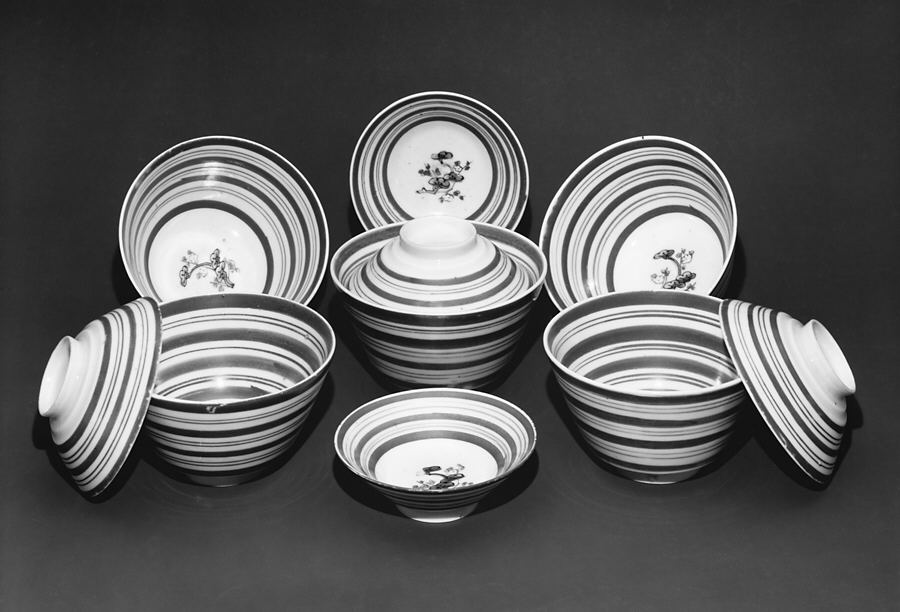
蓋つきのくらわんか椀

くらわんか碗（くらわんかわん）とは、江戸時代の磁器製の普段使いの庶民の雑器。長崎県の波佐見焼、愛媛県の砥部焼、大阪府の古曽部焼などの製品が伝存する。くらわんか茶碗とも言う。

## 概要
江戸時代に船上で惣菜などを売る淀川の煮売船「くらわんか舟」で使用されたことからこの名で呼ばれる。「くらわんか」は「食べないか」の方言。揺れる船の上でも転びにくいよう、厚手で重心が低いのが特徴で、船中で料理を食したのちに数をごまかすために川に捨てる客もいた。昔はくらわんか碗に、ご飯にかぎらず、汁物などをよそったり、酒を飲んだりするのに使用した。1970年代、骨董展で1個10万円の値がついたこともあった。
また、上記を参考に作られた碗で、くらわんか碗と称するものもある。